# 홍콩 증권거래소
홍콩 증권거래소(한국 한자: 香港證券去來所, 중국어: 香港交易所, 병음: Xiānggǎng Jiāoyìsuǒ, 영어: Stock Exchange of Hong Kong, SEHK)는 중화인민공화국 홍콩 특별행정구에 위치한 증권거래소로서 도쿄 증권거래소와 상하이 증권거래소, 선전 증권거래소에 이어 아시아에서는 네 번째로, 세계에서는 일곱 번째로 시가총액 규모가 큰 증권거래소이다. 2010년 12월 31일자로 홍콩증권거래소에 상장된 기업들은 1,413개이며, 시가총액은 2조 7천억 달러에 육박한다. 홍콩증권거래소는 홍콩익스체인지앤드클리어링 유한회사(홍콩 교역금결산소 유한공사, 줄여서 '홍콩 교역소')의 소유로 있다.

## 연혁
본 증권거래소는 1891년에 최초로 설립이 되어, 19세기 후반부부터 공식적으로 거래를 시작하였다. 그러나 비공식적인 증권거래들도 1861년부터 존재해왔다. 다른 증권거래소들이 항상 있어왔음에도 본 증권거래소는 홍콩의 중심 거래소 역할을 도맡아왔다. 여러 복잡한 매수 및 합병들이 있은 후 홍콩증권거래소는 핵심기관으로 굳게 자리잡았다. 1947년부터 1969년 동안은 시장 전체를 독점하였다.
- 1986년 4월 2일 새 증권거래소 영업시작. 당시 거래소에 상장된 기업은 249개 기업이었으며 시가총액은 2천4백5십억 홍콩달러에 육박.
- 1986년 10월 6일 증권거래소 공식 개장.
- 1988년 5월 홍콩 정부측에서 위탁한 거래소 관리구조에 관한 이안-하이-데이비슨(Ian Hay Davison) 보고서가 발표되었으며, 이는 시장개혁을 불러옴.
- 1992년 6월 24일 중앙거래결제시스템(CCASS)을 도입.
- 1993년 7월 15일 칭다오 양조장이 본 거래소의 H주에 상장된 첫 중국기업이 됨.
- 1993년 11월 1일 새로운 주문처리방식인 AMS/1시스템을 거래소에 도입.
- 1996년 1월 AMS의 2기인 AMS/2시스템을 새로 도입 이후 장외거래의 기반이 됨.
- 1999년 11월 12일 1997년 아시아금융위기로 인한 정부개입으로 홍콩 트래커 펀드가 거래소에 도입됨.
- 1999년 11월 25일 새로 출시된 성장기업시장(GEM)항목에 두 회사가 공동으로 상장됨.
- 2000년 3월 6일 증권거래소, 선물거래소, 홍콩어음교환 모두 홍콩증권거래소의 소유인 자회사가 되어 2000년 6월 27일 상장됨.
- 2000년 10월 23일 AMS/3시스템 도입.

## 거래시간
장 개시전 거래시간은 오전 9시부터 9시 30분까지이다. 시가는 오전 9시 20분 직후에 발표된다.
오전장 정규 거래시간은 오전 9시 30분부터 정오 12시까지이다.
오전장 연장 거래시간은 정오 12시부터 오후 1시 30분까지이며, 점심시간이라고도 불린다. 이 시간대에는 특별히 선정된 증권들만 거래가 가능하다(현재로는 두 개의 상장지수펀드(ETF),4362,4363번만 가능). 다른 증권들은 거래가 불가하다. 그러나 오후 1시 이후엔 주문한 증권의 취소가 가능하다.
오후장 정규 거래시간은 오후 1시 30분부터 4시까지이다.
종가는 오후 3:59분에서 오후 4시까지 매15초마다 산정된 다섯 개의 가격의 중간값으로 발표된다. 2008년 5월 이후 홍콩증권거래소에서는 오후 4시부터 4시 10분까지 오후장 동시호가제도를 실시하였으며, 오전장에도 이러한 가격 책정장치를 도입하였으나 증권종가의 큰 변동폭을 불러왔으며, 시장조작에 대한 우려도 높아졌다. 처음엔 가격변동 및 동시호가를 2%폭으로 제한하였지만, 결국 2009년 3월에 와서 오후장 동시호가제도를 폐지하였다.
오전장과 오후장 사이에 있게 되는 2시간 동안의 점심시간은 세계주요 20대 증권거래소 중 가장 긴 시간이었다. 2003년에 점심시간을 줄이자는 제안이 나왔으나 브로커들로부터의 반대로 무산되었다. 다시 점심시간을 한 시간으로 줄이자는 계획은 2010년 증권거래소에 실시되었다. 그리하여 오전장은 이전보다 일찍 시작하여 오전 9시 30분에서 정오 12시까지 거래되며, 오후장은 오후 1시부터 4시까지 거래되고, 마감시간은 이전과 동일하다. 이러한 조정은 중국 본토의 거래시간과 같게 하고자 한 목적도 있었다. 브로커들 및 식당들에서부터의 반응은 다양했다.
2011년 3월 7일로 홍콩증권거래소는 거래시작 시간을 앞당기기로 하였다. 이제 오전장은 오전 9시 30분부터 정오 12시까지 거래되며 90분간의 점심시간 이후 오후장은 오후 1시 30분부터 4시까지 거래된다. 주가지수선물 및 옵션거래는 이전보다 30분이 앞당겨져서 이제 오전 9시 15분부터 가능하며 장 마감시간은 이전과 동일하게 오후 4시 15분이다. 2012년 3월 5일부터는 점심시간이 60분으로 단축되어, 오후장 정규 거래시간이 오후 1시부터 4시까지로 변경될 것이다

## 규제적 역할
2003년부터 홍콩증권거래소의 비집행 외부임원으로 재임중인 데이비드 웹 책임자는 상업시장과 규제적 제도 사이에는 내재적인 충돌이 있기 마련이므로, 초-규제적 권한을 주장해왔다. 이에 더해, 웹 임원은 홍콩증권거래소의 투자자들을 잘 알 수 있어야 함을 역설했다.
25홍콩센트에서 $2홍콩달러 사이에서 거래되는 주식들과 증권들에서 사용되는 스프레드 거래량을 축소한다는 이사회의 결정에 대항하여 2007년 소규모 증권브로커들 사이에서 소동이 발생하였으며, 결국 새로 구성된 이사회는 이전 결정을 번복하기로 투표했다. 첫 분기에 원래의 개혁을 실시하기로 결정되었으나, 브로커들의 항의로 다시 원점으로 복귀되었다. 웹 임원은 기득층의 이득을 위해 한발 물러선 이사회를 비난하였다.

## 거래의 특징
- 홍콩주가의 특징으로 매우 잘 알려진 기업들의 주식들도 주당 $4 홍콩달러 미만으로 거래가 된다. 주당 $0.5 홍콩달러 미만으로 떨어질 시에만 투기적 저가주로 평가된다.
- 주식들 모두 자체의 거래단위를 가지고 있다. (온라인 브로커들은 주로 견적을 주면서 주가 옆에 단위를 표시해 놓는다.) 거래단위 미만으로 주문할 시에는 따로 단주시장에서 거래를 해야 한다.
- 제한주문을 거래할 시에는 가격폭에 제한이 걸어지는데, 현재 가격에서 24틱을 넘어가서는 안 된다. 일부 브로커들은 더 엄격한 제제를 가할 수 있다. 홍콩상하이은행 주식이 현재가에서 10틱까지만을 허용하는 점을 보면 이를 알 수 있다. MIT주문처럼 원래는 제한주문상품이었으나 후에 시가주문형태로 바뀌는 상품을 선호하는 브로커들은 주문을 계속 돌려 결국 가격이 책정되고 나서야 증권거래소로 보낸다.

## 17대 최대시가총액기업
출처: 블룸버그 2010년 4월 20일 자료
1. PetroChina: $2,492.04
2. Industrial & Commercial Bank of China: $1,810.14
3. China Mobile: $1,584.90
4. China Construction Bank: $1,514.72
5. HSBC Holdings: $1,433.27
6. Bank of China: $1,127.57
7. Sinopec Corp: $957.57
8. China Life Insurance: $922.64
9. China Shenhua Energy: $636.23
10. CNOOC: $609.29
11. Ping An Insurance Group of China: $448.11
12. Bank of Communications: $439.83
13. Standard Chartered: $429.77
14. China Merchants Bank: $366.36
15. China Telecom: $309.16
16. Sun Hung Kai Properties: $299.51
17. Tencent Holdings: $286.53

## 같이 보기
- 상하이 증권거래소
- 선전 증권거래소
- 베이징 증권거래소

## 참고 문헌
- https://web.archive.org/web/20111001041446/http://www.hkex.com.hk/eng/stat/statrpt/mkthl/mkthl201102.htm
- https://web.archive.org/web/20111001041446/http://www.hkex.com.hk/eng/stat/statrpt/mkthl/mkthl201102.htm
- HKedu. "HKU." Hong Kong U. 2007년 2월 15일 확인.
- Trading Hall Renovation Moves Forward
- a b c d Trading Hours, hkex.com.hk, 2011년 3월 8일, 2011년 3월 8일 확인
- a b HKEx Receives Approval to Extend its Trading Hours from 7 March, hkex.com.hk, 24 January 2011
- Markets Make Smooth Transition to New Trading Hours, Hong Kong Exchanges and Clearing, 2011-04-04, retrieved 2011-06-20
- Closing Price Calculation, hkex.com.hk, 23 March 2009, 2009년 6월 5일 확인.
- Ng, Katherine (2009년 3월 13일), "HKEx scraps closing auction", The Hong Kong Standard, retrieved 5 June 2009
- Wan, Hanny (12 August 2010), "Hong Kong Brokers Balk at Prospect of Losing Their Long Lunch", Bloomberg News, retrieved 13 August 2010
- History of HKEx and its markets, hkex.com.hk, 20 January 2004, retrieved 11 February 2007
- "HKEx Builds its Market Infrastructure with Competitive Technology", HKEx Newsletter, October 2004, retrieved 3 June 2009
- Cheung, Jackie (15 February 2007), "Plan for tighter spreads dropped", The Hong Kong Standard, retrieved 19 March 2007